# Похвално слово за Евтимий
„Похвално слово за Евтимий“ е произведение от началото на 15 век, създадено от Григорий Цамблак в чест на неговия учител патриарх Евтимий Търновски.
Познато е по 5 преписа: Московски от XVI век, Вилненски от XVI в., Петербургски от XVII век., Барсов от XVI в., Овчинников от XVI в. (последните два са открити сравнително скоро – през 1960-те години).
Съдържа ценни сведения за последните години на Второто българско царство (патриархът ръководи отбраната на Търновград), както и за религиозните възгледи на Евтимий и за неговите борби срещу късносредновековните ереси, като адамитство и варлаамизъм.

## Научни изследвания по темата
- П. Русев, А. Давидов, И. Гълъбов, Г. Данчев, „Похвално слово за Евтимий от Григорий Цамблак“, С., 1971.
- К. Иванова, „Патриарх Евтимий“, С., 1986.